# 澤柳亮太郎
澤柳 亮太郎（さわやなぎ りょうたろう、2000年3月8日 - ）は、東京都青梅市出身のプロ野球選手（投手・育成選手）。右投右打。福岡ソフトバンクホークス所属。

## 経歴

### プロ入り前
青梅市立第二小学校5年生のときに青梅ファイヤーホークスで野球を始め、青梅市立第二中学校では硬式野球の福生シニアでプレーし、投手であった。
明治学院東村山高校では3年春から背番号1を付け、3年夏は西東京大会ベスト32であった。
明治学院大学へ進学し、1年春から起用され、2年春からエース。3年時からはチーム事情により、試合の中盤以降にマウンドへ上がり、最後まで投げ切る役割を任された。4年間首都大学リーグ二部でプレーし、プロ志望届を提出するも指名漏れ。社会人野球へ進むため、知り合いの伝手をたどって社会人チームに「一度見てくれませんか？」と視察を直談判し、門前払いされたこともあったが、ロキテクノ富山の藤田太陽監督が興味を持ち、入部が決まった。
ロキテクノ富山では1年目にチーム初となる都市対抗出場に貢献。秋には日本代表としてU-23ワールドカップに出場し、勝ちパターンを任され、チーム2位の5試合に登板して優勝に貢献した。2年目は都市対抗北信越予選準決勝でバイタルネットに敗れ、日本選手権北信越予選準決勝ではバイタルネットに勝利したが、決勝で信越クラブに敗れた。
2023年10月26日に開催されたドラフト会議にて、福岡ソフトバンクホークスから5位指名を受けた。11月23日に契約金4000万円・年俸1000万円（いずれも金額は推定）で仮契約を結び、12月4日、福岡市内で入団発表会見が行われた。背番号は38。担当スカウトは松本輝。

### ソフトバンク時代
2024年は新人合同自主トレ終盤に左膝の違和感でブルペン投球を回避し、春季キャンプはC組スタートとなった。2月27日（最終クール）からB班に合流し、対外試合では5試合連続無失点。3月17日から一軍に合流し、開幕も一軍で迎え、4月4日の千葉ロッテマリーンズ戦でプロ初登板となり、1イニングを投げ、プロ初奪三振を含む三者凡退に抑えた。同26日に出場選手登録を抹消されて以降は5月に二度、6月に一度再登録されたが、いずれも登板機会が無いまま登録抹消。ただ、7月5日に再登録されて以降は一軍登板を重ねた。8月1日の東北楽天ゴールデンイーグルス戦では4点リードの4回裏二死満塁、小深田大翔を迎えた場面で先発の大山凌をリリーフ。小深田を空振り三振に仕留めると、5回裏も続投し、二死二・三塁のピンチを招いたものの、浅村栄斗を空振り三振に仕留め、プロ初勝利を挙げた。しかし8月10日、対楽天16回戦（みずほPayPayドーム福岡）で、先発有原航平が3回6失点で降板した後の4回表に2番手で登板した際、右肘の異変で緊急降板、9月4日、横浜市内の病院にて右肘関節内側側副靭帯再建術（トミー・ジョン手術）および右肘頭骨接合術を行い、復帰までおよそ1年〜1年半の見込みであることが球団から発表された。ソフトバンクのレギュラーシーズン日程終了後の10月7日、育成選手契約への移行を前提とした戦力外通告を受けた。自由契約となったのち、12月6日に育成契約を結んだ。これに伴い背番号も141に変更された。

## 選手としての特徴
ストレートの最速はアマチュア時代に151km/h、プロ入り後は154km/hを計測。また、ホップ成分は55cm前後、回転数は最高2570rpm・平均2453rpm（都市対抗での計測）と回転数も多い。
変化球は2種類（縦・横）のカットボール、変化量が60cmを超える落差のあるカーブ、独特な落ち方をするフォークを投じる。
三振を奪えることが特徴。社会人時代はカットボールとフォークを決め球としていたが、福山龍太郎アマスカウトチーフは「ウチなら、藤井（皓哉）クラスの真っすぐとモイネロのカーブの落差。110cmを超える変化量のある幅は、球界で言えば宮城（大弥）やモイネロなどのピッチャーの成分」と投球割合が少なかったカーブを高く評価した。

## 詳細情報

### 年度別投手成績
| 年 度     | 球 団        | 登 板 | 先 発 | 完 投 | 完 封 | 無 四 球 | 勝 利 | 敗 戦 | セ 丨 ブ | ホ 丨 ル ド | 勝 率 | 打 者 | 投 球 回 | 被 安 打 | 被 本 塁 打 | 与 四 球 | 敬 遠 | 与 死 球 | 奪 三 振 | 暴 投 | ボ 丨 ク | 失 点 | 自 責 点 | 防 御 率 | W H I P |
| --------- | ------------ | ----- | ----- | ----- | ----- | -------- | ----- | ----- | -------- | ----------- | ----- | ----- | -------- | -------- | ----------- | -------- | ----- | -------- | -------- | ----- | -------- | ----- | -------- | -------- | ------- |
| 2024      | ソフトバンク | 11    | 0     | 0     | 0     | 0        | 2     | 1     | 0        | 0           | .333  | 42    | 10.2     | 7        | 0           | 4        | 0     | 1        | 9        | 1     | 0        | 4     | 4        | 3.38     | 1.13    |
| 通算：1年 | 通算：1年    | 11    | 0     | 0     | 0     | 0        | 2     | 1     | 0        | 0           | .333  | 42    | 10.2     | 7        | 0           | 4        | 0     | 1        | 9        | 1     | 0        | 4     | 4        | 3.38     | 1.13    |

- 2024年度シーズン終了時

### 記録
初記録
- 初登板：2024年4月4日、対千葉ロッテマリーンズ3回戦（福岡PayPayドーム）7回表に2番手で救援登板、1回無失点[20]
- 初奪三振：同上、7回表に中村奨吾から空振り三振[20]
- 初勝利 : 2024年8月1日、対東北楽天ゴールデンイーグルス15回戦（東京ドーム）4回裏に2番手で救援登板、1回1/3を無失点[28]

### 背番号
- 38（2024年[12]）
- 141（2025年[33] - ）

### 代表歴
- 2022年 - 第4回 WBSC U-23ワールドカップ[35]